# دورست
 دورست (بالإنجليزية: Dorset) مقاطعة إنجليزية في جنوب غرب إنجلترا. وهي مطلة على ساحل القناة الإنجليزية مركز المقاطعة هي مدينة دورتشيستر.
يحد مقاطعة دورست مقاطعة ديفون إلى الغرب، وسومرست إلى الشمال الغربي ويلتشير إلى الشمال الشرقي وهامبشاير إلى الشرق والقناة الإنجليزية إلى الجنوب حوالي نصف عدد سكان دورست يقطن في جنوب شرق المقاطعة. بقية المقاطعة ريفي الطابع إلى حد كبير مع الكثافة السكانيه المنخفضه نسبيا.
تشتهر دورست بسواحلها الجميلة، وأيضا يمتد عليها جزء من الساحل الجوريستي (بالإنجليزية: Jurassic Coast) والذي يحوي العديد من المعالم مثل خليج لولوورث، شاطئ شيسيل، جزيرة بورتلاند وباب دوردل. تحوي المقاطعة العديد من البلدات التي تحوي المنتجعات مثل بلدة بورنموث ،و بلدة بول، وبلدة وايموث. يتنمي للمقاطعة الاديب الانجلزي توماس هاردي.

## أعلام
- أوستن هنري لايارد
- سيلفيا أغنيس صوفيا تيت
- ليدي كارولين لامب
- ديف بينيت
- وليم فوكس تالبوت
- ستيفن دالدري
- تي. إف. باويس
- غوردون ماكالوم
- بيلي دوركين
- تشارلز بينيت
- سيسيل داي
- جون ماتيسون
- جون بوفورت
- جيوفري فيشر
- جورجي ماركوف